# Коктас (Каркаралінський район)
Кокта́с (каз. Көктас) — село у складі Каркаралінського району Карагандинської області Казахстану. Адміністративний центр Каршигалинського сільського округу.
Населення — 1294 особи (2021; 1480 у 2009, 1655 у 1999, 1824 у 1989).
Національний склад станом на 1989 рік:
- казахи — 42 %;
- німці — 41 %.

Станом на 1989 рік село називалось Карбушевка.